# Atlantisk kost

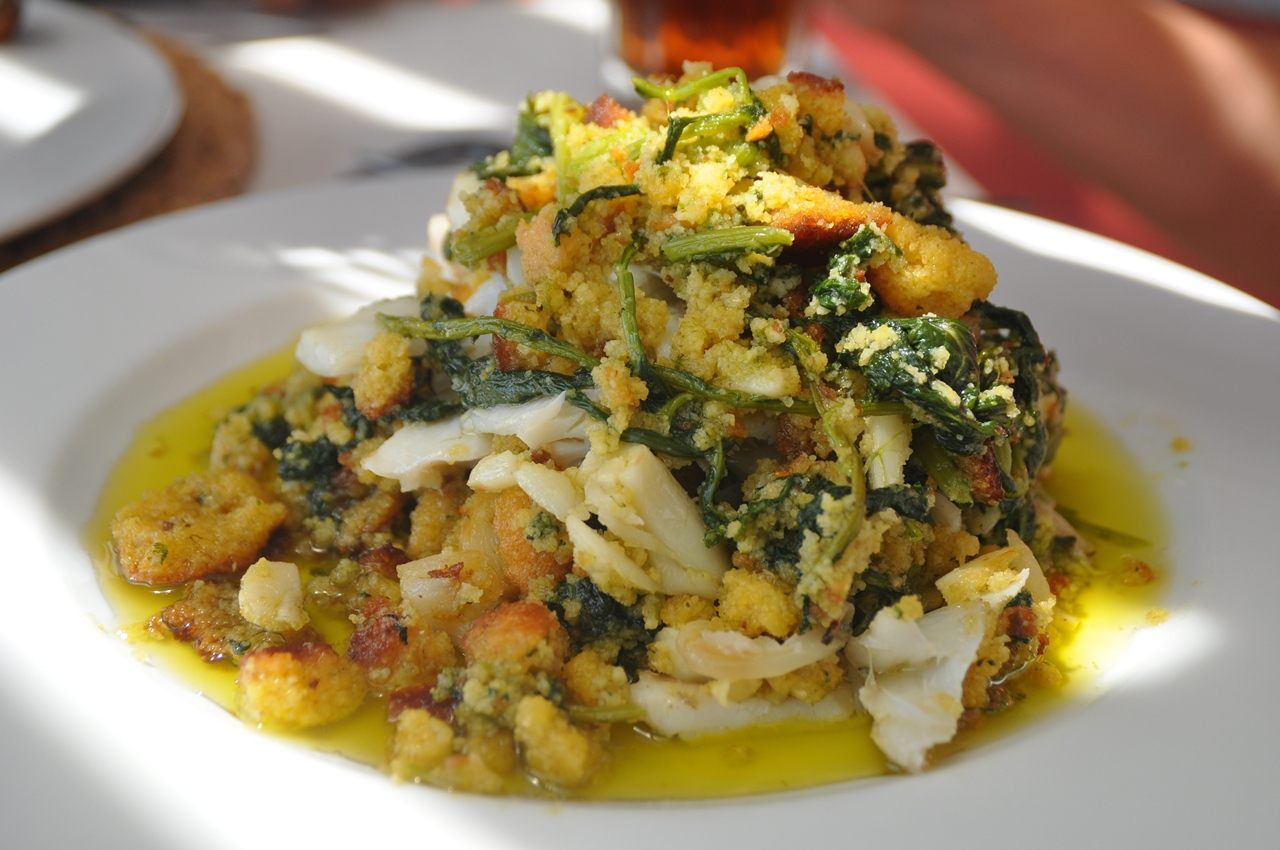
Rapini torsk (Portugisisk torkad torskrätt)

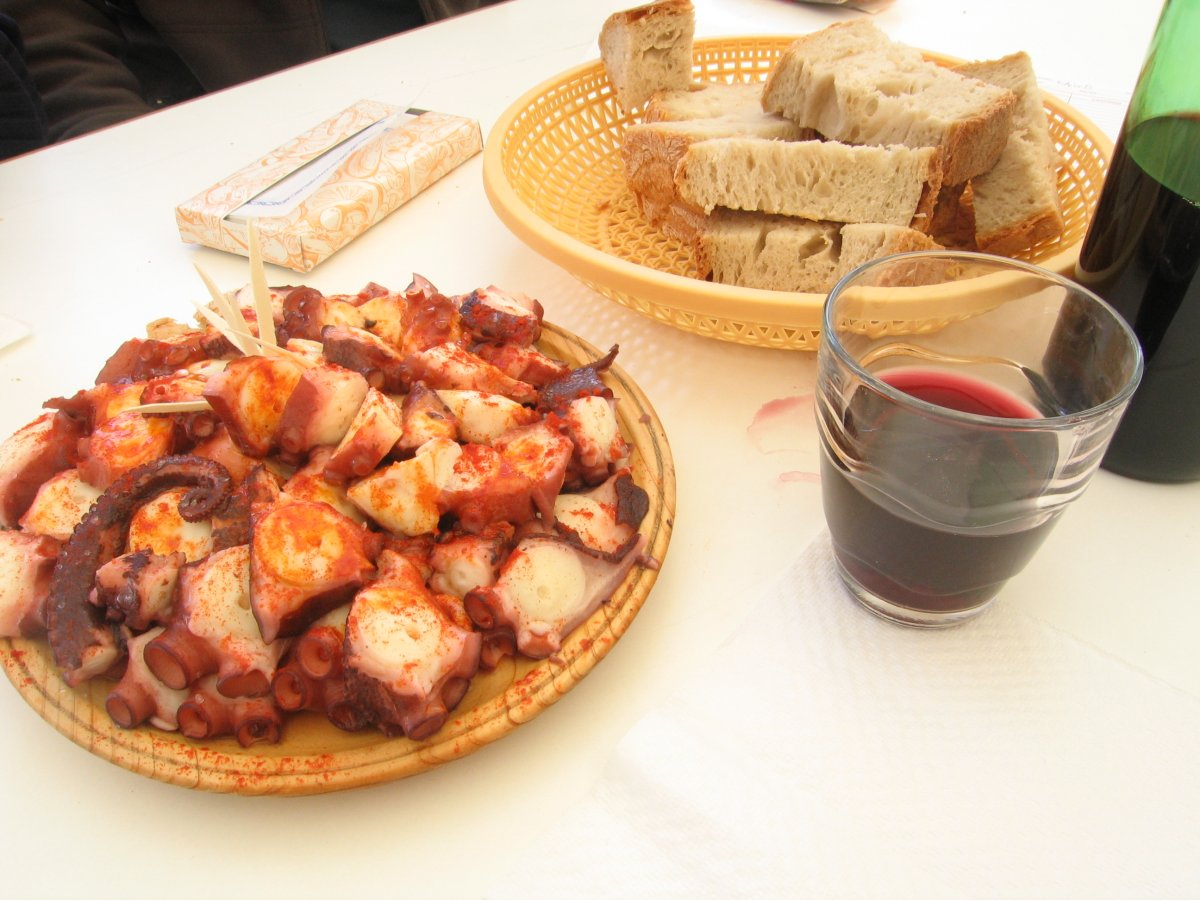
Polbo á feira Galicisk bläckfiskrätt

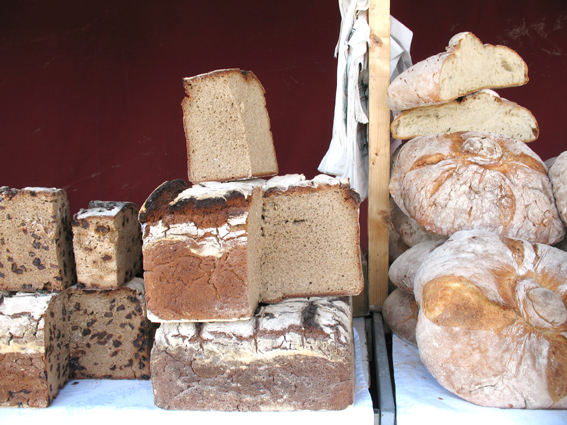
Galiciskt traditionellt bröd

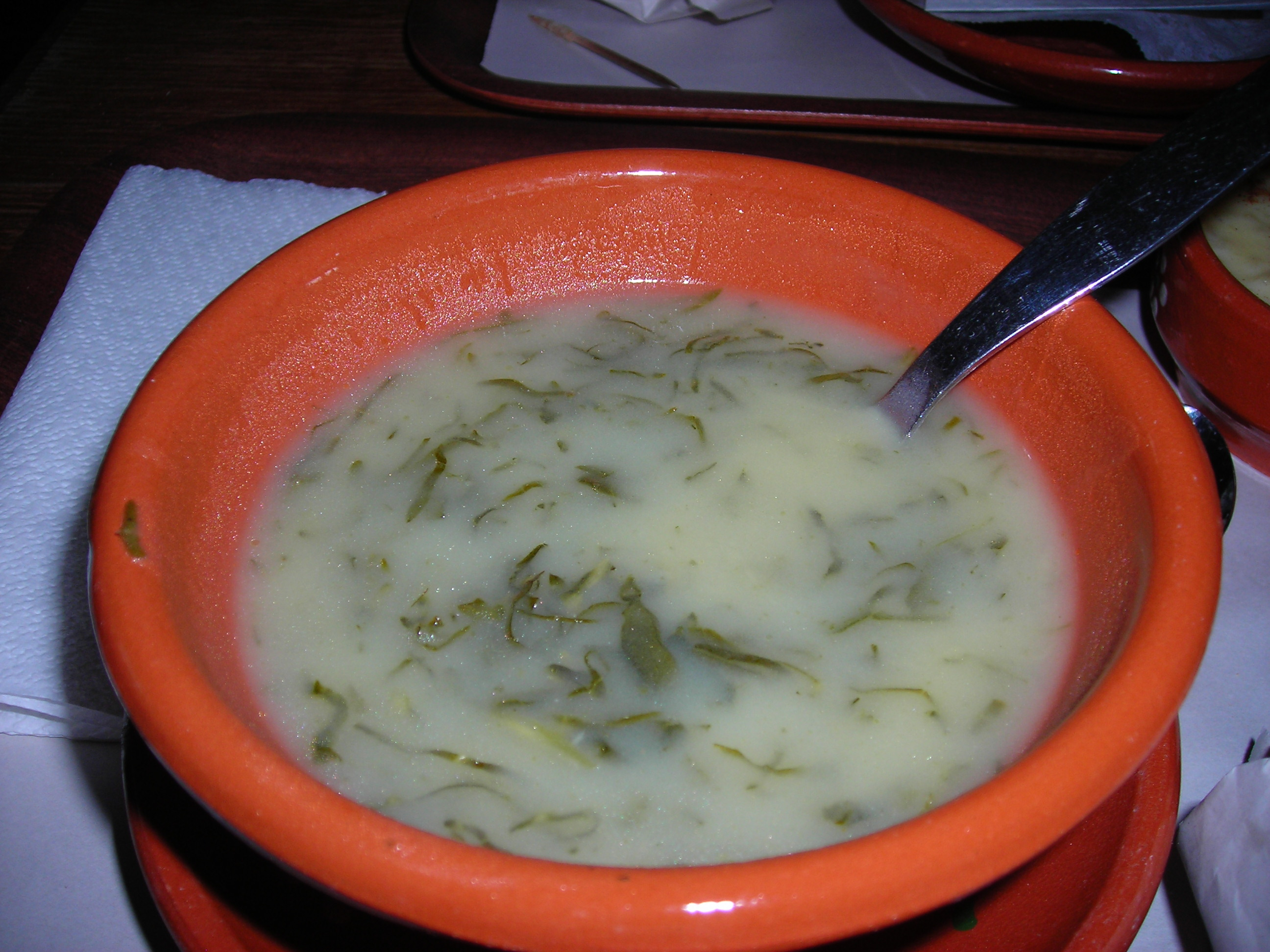
Caldo verde, en av de mest kända portugisiska buljongerna

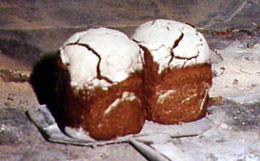
Portugisiska traditionella broa

Den atlantiska dieten hänvisar till de traditionella matvanorna hos människor i Portugal (med förekomst i norr)   och Galicien, i nordvästra Spanien; som fokuserar på obearbetade livsmedel, grönsaker, frukter, nötter, fullkornsbröd, fisk, mejeriprodukter, ägg, olivolja med lite rött kött och vin. Eftersom båda betonar att undvika bearbetade livsmedel liknar Atlantdieten något Medelhavsdieten. Atlantdieten innehåller mer fisk, mjölk, potatis, bröd, rött kött och fläsk, medan medelhavskosten har mer pasta, bönor och frön, och betoning på hälsosamt fett från extra virgin olivolja snarare än fet fisk som sardiner, makrill, och lax.

## I Atlantens Europa
Specifik för den iberiska Atlantkusten, den atlantiska dieten, även känd som SEAD (Southern European Atlantic Diet) är en del av ett mönster som associeras med Atlanten som gränsar till länderna i västra oceanen: Irland, Skottland, Wales, södra England, Isle of Man, och Franska Bretagne. Dessa förgreningar delar ytterligare en viss likhet med den nordiska kosten i norra Europa. I både SEAD och nordisk kost är konsumtionen av fisk (till exempel torsk, kolja) och skaldjur (kammussla, mussla) högre än i medelhavskosten, och i båda regionerna har konsumtionen av tång fått förnyat intresse. Både SEAD och nordiska dieter betonar också hållbara och säsongsbetonade livsmedel.